# Piero Magrassi
Piero Magrassi (Tortona, 27 giugno 1921 – Alessandria, marzo 2008) è stato un medico, partigiano e politico italiano. Fu sindaco di Alessandria dal 1967 al 1972.

## Biografia
Tortonese, medico e consigliere comunale di Alessandria dal 1956. Alpino, durante la Resistenza fu partigiano nella Divisione Garibaldi "Pinan Cichero", venne condannato a morte dal Tribunale di Torino.